# Hadi Sepehrzad
Hadi Sepehrzad (persisch هادی سپهرزاد; * 18. Januar 1983 in Teheran) ist ein ehemaliger iranischer Leichtathlet, der sich auf den Zehnkampf spezialisiert hat.

## Sportliche Laufbahn
Erste Erfahrungen bei internationalen Meisterschaften sammelte Hadi Sepehrzad vermutlich im Jahr 2002, als er bei den Juniorenasienmeisterschaften in Bangkok mit 6494 Punkten den fünften Platz im Zehnkampf belegte. 2005 belegte er bei den Asienmeisterschaften in Incheon mit 6889 Punkten den siebten Platz und gewann anschließend bei den Hallenasienspielen in Bangkok mit 5324 Punkten die Silbermedaille im Siebenkampf hinter dem Kasachen Pawel Dubizki. Zudem sicherte er sich bei den Westasienspielen in Doha mit 5660 Punkten die Silbermedaille im Zehnkampf hinter seinem Landsmann Ali Feizi. Im Jahr darauf nahm er an den Asienspielen ebendort teil und gelangte dort mit 6992 Punkten auf Rang zehn. 2007 gewann er bei den Asienmeisterschaften in Amman mit 7667 Punkten die Silbermedaille hinter dem Katari Ahmad Hassan Moussa und im Jahr darauf gewann er bei den Hallenasienmeisterschaften in Doha mit 5515 Punkten die Silbermedaille im Siebenkampf hinter dem Inder P. J. Vinod. Im August nahm er dann an den Olympischen Sommerspielen in Peking teil und gelangte dort mit 7483 Punkten auf den 21. Platz. 
2009 belegte er bei den Hallenasienspielen in Hanoi mit 5175 Punkten den fünften Platz im Siebenkampf und gewann anschließend bei den Asienmeisterschaften in Guangzhou mit 7262 Punkten die Silbermedaille im Zehnkampf hinter dem Japaner Hiromasa Tanaka. Im Jahr darauf siegte er bei den Hallenasienmeisterschaften in Teheran mit 5292 Punkten im Siebenkampf und im November musste er bei den Asienspielen in Guangzhou seinen Wettkampf vorzeitig beenden. 2011 siegte er mit 7506 Punkten im Zehnkampf bei den Asienmeisterschaften in Kōbe und musste anschließend bei der Sommer-Universiade in Shenzhen vorzeitig aufgeben, wie auch bei den Weltmeisterschaften in Daegu im August. Auch bei den Leichtathletik-Asienmeisterschaften 2013 in Pune konnte er seinen Wettkampf nicht beenden, wie auch bei den Hallenasienmeisterschaften 2014 in Hangzhou. Im Oktober wurde er bei den Asienspielen in Incheon mit 7572 Punkten Fünfter und beendete daraufhin seine aktive sportliche Karriere im Alter von 31 Jahren.
2014 wurde Sepehrzad iranischer Hallenmeister im Siebenkampf.

## Persönliche Bestleistungen
- Zehnkampf: 7729 Punkte, 25. Mai 2012 in Teheran (iranischer Rekord)
  - Siebenkampf (Halle): 5515 Punkten, 16. Februar 2008 in Doha (iranischer Rekord)